# Гуляевское сельское поселение
Гуляевское сельское поселение — сельское поселение, находящееся в Ичалковском районе Республики Мордовия с административным центром в с. Гуляево.

## История
Статус и границы сельского поселения установлены Законом Республики Мордовия от 1 декабря 2004 года № 98-З «Об установлении границ муниципальных образований Ичалковского муниципального района, Ичалковского муниципального района и наделении их статусом сельского поселения и муниципального района».
Законом от 27 ноября 2008 года, в Гуляевское сельское поселение (сельсовет) были включены все населённые пункты упразднённого Кендянского сельского поселения (сельсовета).

### История села
Село Гуляево — русское село в Ичалковском районе. Находится на реке Алатырь. В 1925—1926 гг. образован ТОЗ. Весной 1928 года организован колхоз «Культура». Свой отпечаток наложили военные годы: было призвано 348 человек. Погибло и пропало без вести более 200 человек. Вернулось в село 134 человека. 218 имен односельчан высечены на памятнике погибшим воинам на Гуляй-горе. В 1950 году Министерством здравоохранения республики организован и начал функционировать Ичалковский противотуберкулезный санаторий «Пиче Вирь» В 1977 г. начинается активное строительство жилых, животноводческих, складских помещений. Также строится детский сад, гараж, медпункт, крытый ток, Дом культуры. В 1992 году проведён водопровод. В 1994 году построена новая школа. В 1998 году провели газ, а также проложили дорогу Гуляево-Кендя. В 2003 году село телефонизировано.

## Население
| 2002 | 2010 | 2012 | 2013 | 2014 | 2015 | 2016 |
| ---- | ---- | ---- | ---- | ---- | ---- | ---- |
| 717  | ↘605 | ↘591 | ↘585 | ↗588 | ↘581 | ↘580 |
| 2017 | 2018 | 2019 | 2020 | 2021 |      |      |
| ↘562 | ↘547 | ↘527 | ↘520 | ↘470 |      |      |

## Населённые пункты
В сельское поселение с 2009 года входят:
- с. Гуляево
- посёлок Иклей
- c. Кендя
- посёлок разъезд Кендя
- посёлок Пиче Вирь[15]

## Памятные имена
- Дубкова Р. А., Черкасов В. А., Хвастунов И.Г — ветераны Великой Отечественной войны
- Фадеев В. А. (1974—1986 гг.), Волгаев В. Г. (1986—2006 гг.) — заслуженные работники сельского хозяйства
- Зубарева А. Е. — заведующая медпунктом «Пиче Вирь» с 1956 по 1986 гг.
- М. В. Батяева — доярка колхоза «Од ки», награждённая орденом Ленина
- Чужайкин Н. Т. — награждён орденами Трудовой Славы III степени и «Знак Почёта»
- Михеева А. И., Батяева Л.М — Заслуженные учителя МАССР[16]